# Tindai járás
A Tindai járás (oroszul Ты́ндинский райо́н) Oroszország egyik járása az Amuri területen. Székhelye Tinda.

## Népesség
- 1989-ben 35 097 lakosa volt.
- 2002-ben 16 701 lakosa volt.
- 2010-ben 16 065 lakosa volt.